# Никольское (Тамалинский район)
Нико́льское — село Вишнёвского сельсовета Тамалинского района Пензенской области. На 1 января 2004 года — 85 хозяйств, 259 жителей.

## География
Село расположено в верховьях реки Миткирей, притоке реки Хопёр, в 10 км к северо-востоку от районного центра пгт. Тамала, расстояние до административного центра сельсовета села Вишнёвое — 5 км.

## История
По исследованиям историка — краеведа Полубоярова М. С., село основано помещиком в конце XVIII века в составе Дуровской волости Сердобского уезда Саратовской губернии. В 1790 году на карте отмечалась как деревня Никольская, Посёлок , в 1811 году принадлежал помещику Николаю Михайловичу Агибалову и его жене Елизавете Григорьевне. В начале XX века в селе имелась церковно-приходская школа. В 1939 году входило в состав Рящинского сельсовета Пензенской области, затем передано в Вишнёвский сельский совет.

## Численность населения
| 1859 | 1911 | 1926 | 1939 | 1959 | 1979 | 1989 |
| ---- | ---- | ---- | ---- | ---- | ---- | ---- |
| 266  | ↗465 | ↗504 | ↘157 | ↗161 | ↗218 | ↗296 |
| 1996 | 2002 | 2010 |      |      |      |      |
| →296 | ↘258 | ↘200 |      |      |      |      |

## Улицы
- Колхозная;
- Молодёжная;
- Центральная;
- Школьная.

## Инфраструктура
В селе имеются: начальная школа, фельдшерско-акушерский пункт.